# Utricularia sect. Nelipus
Utricularia sect. Nelipus es una sección perteneciente al género Utricularia que fue descrita en 1838 como un género por Constantine Samuel Rafinesque. Dos de las especies de esta sección son endémicas de Australia mientras que la tercera, Utricularia limosa, es nativa del sudeste de Asia. Las especies de esta sección se caracterizan por sus bilobulados labios inferiores de la corola.

## Especies
Utricularia biloba

Utricularia leptoplectra

Utricularia limosa